# Love in Qushu ~LinQ Dai 1 Gakushō~
Albums de LinQ
Awake ~LinQ Dai 2 Gakushō~
(26 mars 2014)
Singles
1. Hajimemashite
Sortie : 26 juin 2011
2. Kimochi (Calorie Nante)
Sortie : 9 novembre 2011
3. Sakura Kajitsu / (...)
Sortie : 29 février 2012

Love in Qushu ~LinQ Dai 1 Gakushō~ (Love in Qushu 〜LinQ 第一楽章〜) est le premier album du groupe d'idoles japonais LinQ

## Détails de l'album
L'album sort le 18 avril 2012 en édition régulière (CD seulement) et limitée (CD avec titre bonus) sur le label T-Palette Records. Le CD contient au total 11 titres, la plupart écrite par H(eichi) et produite par ce dernier et SHiNTA, dont les premiers singles du groupe sorti auparavant : Hajimemashite (en juin 2011) et ses deux chansons en face B for you et Nau., la chanson face B Kimochi du single Carolie Nante (en novembre 2011) et la chanson co-face A Sakura Kajitsu du single Sakura Kajitsu / Sakura Monogatari (en février 2012).
Le CD de l'édition limitée contient un titre bonus en tant que 12e et dernière piste Sakura wo Miagete.
Il s'agit du seul album enregistré avec de nombreux membres qui quitteront le groupe peu après ainsi qu'avec la première leader et membre de la 1re génération Asami Uehara, auparavant membre de HR (Hakata Robot), qui sera diplômée du groupe en février 2013. L'album est notamment le seul à être enregistré sur le label T-Palette Records avant que le groupe signe un nouveau contrat avec le label Warner Music Japan en avril 2013 pour son prochain opus Awake ~LinQ Dai 2 Gakushō~  qui sortira en mars 2014.

## Numéro de catalogue
- Édition limitée : TPRC-0015
- Édition régulière : TPRC-0016

## Liste des titres
| 1.  | LinQ Thema                   | SHiNTA            | SHiNTA   |                        |  |
| 2.  | Hajimemashite (ハジメマシテ) | SHiNTA            | H(eichi) | 1er single             |  |
| 3.  | for you                      | SHiNTA            | DAY.C    | face B du 1er single   |  |
| 4.  | Let's feel together          | SHiNTA            | Mio      |                        |  |
| 5.  | Natsu magic (夏magic)        | YANAGIMAN, SHiNTA | H(eichi) |                        |  |
| 6.  | Fighting Girl                | SHiNTA            | H(eichi) |                        |  |
| 7.  | Pretty Woman                 | YANAGIMAN, SHiNTA | H(eichi) |                        |  |
| 8.  | Kimochi (きもち)             | SHiNTA            | H(eichi) | face B du 2e single    |  |
| 9.  | Sakura Kajitsu (さくら果実)  | H(eichi), SHiNTA  | H(eichi) | co-face A du 3e single |  |
| 10. | Nau. (なう。)                | YASS, SHiNTA      | YASS     | face B du 1er single   |  |
| 11. | Shining Star                 | SHiNTA            | H(eichi) |                        |  |

| 12. | Sakura wo Miagete (桜を見上げて) | H(eichi), SHiNTA | H(eichi) |  |